# Bounce (Iggy Azalea)
Bounce è un singolo dalla rapper australiana Iggy Azalea, pubblicato il 24 maggio 2013 in Australia e il 7 luglio dello stesso anno nel Regno Unito, come secondo singolo dall'album d'esordio, The New Classic.

## Composizione
Bounce è stato scritto dalla stessa Azalea insieme a Mark Orabiyi, Oladayo Olatunji, Natalie Sims, Mark Hadfield, Mike di Scala e Joachem George Paap.

## Tracce
Download digitale
1. Bounce – 2:47 (Amethyst Kelly, Mark Orabiyi, Oladayo Olatunji, Natalie Sims, Mark Hadfield, Mike di Scala, Joachem George Paap)

## Classifiche
| Classifica (2013) | Posizione massima |
| ----------------- | ----------------- |
| Belgio (Fiandre)  | 94                |
| Irlanda           | 34                |
| Regno Unito       | 13                |